# Epaphroditus conspicua
Epaphroditus conspicua är en tvåvingeart som först beskrevs av Wulp 1872.  Epaphroditus conspicua ingår i släktet Epaphroditus och familjen rovflugor. Inga underarter finns listade i Catalogue of Life.